# ISTE
주식회사 ISTE는 대한민국의 반도체 장비 기업으로, 본사는 경기도 화성시 영통로50번길 7-6에 있다.

## 역사 및 현황
2013년 8월 28일에 설립되어 반도체 제조용 장비 제조 및 판매업을 주 영업목적으로 하고 있다.
2025년 3월 SK하이닉스의 SiCN용 PECVD 장비 퀄 테스트를 통과하였다